# 日限地蔵
日限地蔵 （ひぎりじぞう）は日本各地に存在する、「日を限って祈願すると願いが叶えられる」といわれる地蔵菩薩。日切地蔵と表記する例もある。
安土桃山時代、蘆名盛氏へのある夜の夢のお告げで黒川城の堀から見つかったとされる3体の地蔵菩薩像を日限地蔵として祀った西光寺（会津若松市）をきっかけとし松秀寺（東京都港区）から全国へひろがった。

## 各地の日限地蔵
- 福島県会津若松市 - 西光寺
- 栃木県佐野市 - 日限地蔵尊　縁日は毎月24日
- 群馬県桐生市 - 観音院　縁日は毎月24日
- 埼玉県川越市 - 西雲寺
- 東京都港区 - 松秀寺
- 東京都台東区 - 浅草寺　六角堂内
- 神奈川県横浜市港南区日限山 - 八木山福徳院　縁日は毎月4日、14日、24日
- 神奈川県藤沢市西富1丁目6-24 - 日限地蔵、清浄光寺境内の地蔵堂
- 長野県岡谷市 - 平福寺　縁日は毎月23日
- 静岡県島田市島 - 日限地蔵尊 (島田市)、祈願日は毎月1日、26日、第1・2・3日曜日
- 愛知県碧南市
- 大阪府大阪市中央区 - 日限地蔵院
- 京都府京都市東山区 - 安祥院 (京都市)
- 京都府京都市伏見区 - 大光寺
- 京都府舞鶴市 - 長谷日限地蔵尊
- 奈良県桜井市 - 長谷寺塔頭の能満院
- 和歌山県海南市 - 日限地蔵院
- 岡山県岡山市 - 大雲寺 (岡山市)　縁日は毎月23日
- 山口県山口市 - 日限地蔵院 (山口市)
- 福岡県朝倉市秋月
- 熊本県熊本市中央区水道町